# Joseph-Georges Caron
[
Pour les articles homonymes, voir Caron.
Joseph-Georges Caron (né le 4 décembre 1896 à Maisonneuve (Montréal), mort le 15 janvier 1956 à Montréal) est un homme politique québécois. Il fut échevin du quartier Maisonneuve de Montréal, de 1932 à 1940, puis député de la circonscription de Maisonneuve, pour le Parti libéral, de 1939 à 1944.
Pendant sa carrière d'échevin, il occupa les fonctions de président de la Commission de l'aqueduc de 1934 à 1936, avant d'être nommé président de la Commission métropolitaine, le 24 décembre 1938.